# Only Time Will Tell
Only Time Will Tell è un singolo del supergruppo rock inglese Asia, pubblicato nel 1982 ed estratto dall'eponimo album di debutto.
Il brano è stato scritto da John Wetton e Geoff Downes e prodotto da Mike Stone.

## Tracce
- 7" Singolo (USA)

1. Only Time Will Tell – 4:05
2. Time Again – 4:45

- 7" Singolo (UK)

1. Only Time Will Tell
2. Ride Easy

## Formazione
- John Wetton – voce, basso
- Geoff Downes – tastiera, cori
- Steve Howe – chitarra, cori
- Carl Palmer – batteria, percussioni

## Classifiche
| Classifica (1982) | Posizione massima |
| ----------------- | ----------------- |
| Stati Uniti       | 17                |
| Regno Unito       | 54                |